# Miguel Ángel Castro Arroyo
Miguel Ángel Castro Arroyo (Sevilla, 1965) es un investigador y académico español, licenciado en Farmacia y catedrático de Química Inorgánica de la Universidad de Sevilla, de la que también es el rector desde 2015. Se ha visto envuelto en numerosas polémicas debido al desalojo violento de la US a raíz de su ocupación por la acampada de estudiantes por Palestina.

## Carrera
Castro se doctoró en Química en 1992 en la Universidad de Sevilla (US) con una tesis titulada Mecanismos de interacción de cationes mono- y multivalentes con la red de silicatos laminares diodtaédricos. Alcanzó los puestos de profesor asociado en 1997, profesor titular en 2000 y por fin catedrático en 2009.
En 2009 fue nombrado vicerrector de Ordenación Académica de la US y en 2015 fue elegido rector de dicha universidad.

## Vida personal
Hijo de un aparejador y de una bailaora de flamenco, Castro nació en la barriada sevillana de Pío XII en 1965. Está divorciado y es padre de dos hijas.Es aficionado a la tauromaquia, accionista del Betis y ha sido costalero de la Hermandad del Gran Poder.